# Валя-Стримбе
Валя-Стримбе (рум. Valea Strâmbă) — село у повіті Харгіта в Румунії. Входить до складу комуни Сусень.
Село розташоване на відстані 253 км на північ від Бухареста, 39 км на північний захід від М'єркуря-Чука, 115 км на північ від Брашова.

## Населення
За даними перепису населення 2002 року у селі проживали 1306 осіб.
Національний склад населення села:
| Національність | Кількість осіб | Відсоток |
| -------------- | -------------- | -------- |
| угорці         | 1213           | 92,9%    |
| цигани         | 70             | 5,4%     |
| румуни         | 21             | 1,6%     |

Рідною мовою назвали:
| Мова      | Кількість осіб | Відсоток |
| --------- | -------------- | -------- |
| угорська  | 1187           | 90,9%    |
| циганська | 95             | 7,3%     |
| румунська | 24             | 1,8%     |